# Ole T. Ytterdal
Ole T. Ytterdal, född 6 september 1890 i Ytterdal, död 10 november 1971 i Eidsdal, var en norsk målare.
Han studerade konst för Halfdan Strøm vid Den kgl. Tegneskole 1906-1907 och 18 månader för Christian Krohg vid Académie Colarossi i Paris 1908-1909 samt för Christian Krohg och Halfdan Strøm vid Statens Kunstakademi 1910-1911 samt tre månader för Othon Friesz i Paris 1920. Han medverkade i Statens Kunstutstilling första gången 1913 och kom att medverka där några gånger fram till 1935. Han medverkade ett flertal gånger i Vestlandsutstillingen 1929-1954. Separat ställde han bland annat ut på Kunstnerforbundet i Oslo 1917, Blomquist kunstgalleri 1930 samt i Bergen, Trondheim, Stavanger och Ålesund. En minnesutställning med hans konst visades 1980. Hans konst består av miljöbilder med människor och landskapsskildringar.